# The Sons of Katie Elder
The Sons of Katie Elder is een Amerikaanse westernfilm van Henry Hathaway die werd uitgebracht in 1965.
Het scenario is gebaseerd op een verhaal van scenarioschrijver Talbot Jennings.

## Verhaal
Katie Elder is in armoedige omstandigheden gestorven in Clearwater, Texas. Haar vier zonen komen terug naar huis om haar begrafenis bij te wonen. Ze vernemen dat hun moeder in armoede leefde, dat hun vader zijn ranch heeft vergokt bij het kaarten en in mysterieuze omstandigheden is vermoord. 
Morgan Hastings is de nieuwe eigenaar van hun ouderlijk huis. Sinds Hastings weet dat de gebroeders Elder terug zijn, heeft hij Curley als handlanger ingehuurd. Hij is vooral bang voor de schietgrage oudste zoon John. De zonen voeren een onderzoek om het fijne te weten van de overdracht van de ranch.

## Rolverdeling
| Acteur                | Personage            |
| --------------------- | -------------------- |
| John Wayne            | John Elder           |
| Dean Martin           | Tom Elder            |
| Martha Hyer           | Mary Gordon          |
| Michael Anderson, Jr. | Bud Elder            |
| Earl Holliman         | Matt Elder           |
| Jeremy Slate          | Ben Latta            |
| James Gregory         | Morgan Hastings      |
| Paul Fix              | sheriff Billy Watson |
| George Kennedy        | Curley               |
| Dennis Hopper         | Dave Hastings        |
| Sheldon Allman        | Harry Evers          |
| John Litel            | Minister             |
| John Doucette         | Hyselman             |
| James Westerfield     | meneer Vennar        |
| Rhys Williams         | Charlie Striker      |
| John Qualen           | Charlie Biller       |
| Rodolfo Acosta        | Bondie Adams         |
| Strother Martin       | Jeb Ross             |
| Percy Helton          | Mr. Peevey           |
| Karl Swenson          | Doc Isdell           |